# Hawsker-cum-Stainsacre
Hawsker-cum-Stainsacre est une paroisse civile du Yorkshire du Nord, en Angleterre.